# Ronald J. Brachman
Ronald J. „Ron“ Brachman (* 1949) ist ein US-amerikanischer Informatiker, der sich mit Künstlicher Intelligenz befasst (speziell Wissensrepräsentation).
Brachman wurde 1977 bei William Aaron Woods (Bill Woods) an der Harvard University promoviert (A structural paradigm for representing knowledge). Danach war er bei Bolt Beranek and Newman, wo aus seiner Dissertation das Wissensrepräsentationssystem KL-ONE entstand (das auch die Wurzel der Beschreibungslogik ist). 1981 wechselte er an das Fairchild Laboratory for Artificial Intelligence Research in Palo Alto, wo er mit Hector Levesque und Richard Fikes das Krypton hybrid representation and reasoning system entwickelte (und dessen kleinere Version Kandel). 1985 ging er an die ATT Laboratories, wo er eine KI-Forschungsgruppe aufbaute und bis 2002 blieb. Dort leitete er die Entwicklung des Wissensrepräsentationssystems CLASSIC, das die Basis für das PROSE Produktkonfigurationssystems bildete. 1994 wurde er Direktor des Software and Systems Research Labors und stieg in das Management der ATT Labs auf.
Danach war er Direktor für Informationstechnologie der DARPA. In dieser Zeit initiierte er das Programm des Personal Assistant that Learn (PAL), was unter anderem zum Siri-Assistenten im iPhone von Apple führte.
Ab 2005 war er Associate Director des Yahoo Labs und von 2012 bis 2016 war er Chefwissenschaftler von Yahoo und Direktor der Yahoo Labs, das danach aufgelöst wurde im Rahmen der Dezentralisierung der Forschung.
Ab 2016 war er Direktor des Jacobs Technion-Cornell Institute (ein Joint Venture des Technion in Haifa mit der Cornell University). Außerdem ist er Professor für Informatik an der Cornell University.
2007 erhielt er den Donald E. Walker Distinguished Service Award. Er ist Fellow der Association for Computing Machinery.
Er war von 2003 bis 2006 Präsident der AAAI. Davor war er neun Jahre Sekretär und Schatzmeister der IJCAI.

## Schriften
- mit Ray Reiter, Hector Levesque: Knowledge representation. Cambridge, Mass: MIT Press. 1992
- mit Hector Levesque: Knowledge representation and reasoning. Amsterdam: Elsevier/Morgan Kaufmann 2004